# Centre de negocis
Un centre de negocis (en anglès és business center) és el resultat de la combinació entre recursos materials i humans amb la finalitat d'aconseguir el màxim desenvolupament de l'activitat empresarial dels seus usuaris. El símil més apropiat és d'"un hotel d'empreses" atès que en un centre de negocis els usuaris trobaran un espai comú que ofereix diferents serveis d'allotjament a empreses: des d'espais físics de treball i sales de reunions i formació, a oficines virtuals gràcies a l'ús de les noves tecnologies de la informació. Així mateix els centres de negocis disposen de recepció per a rebre els seus clients, i d'un equip de secretariat i administratiu per donar suport als seus clients i sense cap mena de cost fix per a ells.
En l'economia desenvolupada la externalització de serveis o subcontractació està acreixent-se ràpidament donats els seus enormes beneficis. La subcontractació de la gestió de les oficines es tradueix normalment en els serveis que proveeixen els centres de negoci permetent abaratir els costos de l'oficina tradicional, i reduint el temps de dedicació de les tasques improductives i rutinàries.

## Serveis

### Despatxos i oficines
En un centre de negocis vostè podrà triar normalment entre una àmplia varietat de tipus de despatxos, des de 10 m2 fins a 120 m², la qual cosa confereix a aquest tipus de serveis una enorme flexibilitat per respondre a les necessitats de les empreses en l'economia actual.
Les principals característiques que solen tenir els centres de negocis són els següents:
- Últims avanços tecnològics
- Modernes infraestructures de comunicació
- Espais completament moblats
- Despeses incloses de manteniment, comunitat i neteja diària

### Oficina virtual i domiciliació de societats
Les despeses inicials d'una oficina física poden ser sovint costosos, ja sigui para emprenedors, autònoms o empreses internacionals que desitgen obrir mercat. La oficina virtual o la domiciliació de societats redueixen dràsticament aquesta despesa i gràcies a l'actual avanç de les comunicacions ja no és necessari disposar d'un espai físic. Afavoreix enormement el teletreball, a més de ser la forma més econòmica i senzilla de situar una oficina principal sense la necessitat de posseir un espai físic per a això. Es pot triar entre diferents modalitats de contractació en funció de les necessitats, la qual cosa permet presentar als clients un domicili social cèntric i representatiu, i alhora, beneficiar-se de l'estalvi que suposa no tenir una oficina física.
Un creixent nombre de professionals que es desplacen lliurement arreu del món, cada vegada més identificats com a nòmades digitals, són adeptes d'aquest model i domicilien les seves societats en oficines virtuals.

### Sales de reunions i formació
La majoria de centres de negoci disposen de sales de reunions per llogar per hores, mitja jornada o jornada completa. Les sales, depenent del seu aforament màxim i del material que incloguin (projector de vídeo, rotafoli, pissarra interactiva, ...) poden ser utilitzades per a formació, presentació de productes, llançament de campanyes,conferències o reunions amb clients i proveïdors.

## Diferències amb l'oficina tradicional
Els usuaris dels centres de negocis no necessiten realitzar cap inversió inicial, ja que estan equipats amb tot el que un client pugui necessitar. Disposen de mobiliari d'oficines, equips de comunicació, connectivitat Internet, impressores, scanner, fax, etc.
Alguns avantatges són:
- Immediatesa: en tenir totes les infraestructures necessàries els usuaris poden "Arribar i Començar a Treballar".
- Estalvi de despeses fixes com: personal de secretariat o recepció, neteja, energia, infraestructures (cablejat, fibra òptica, centraleta, etc.), equipaments (mobiliari, impressores, telèfons, etc.)
- Completa flexibilitat de contractació: els usuaris dels centres de negoci poden utilitzar els seus serveis sense comprometre's a un llarg període de lloguer podent arrendar els seus serveis des d'una hora a una any.